# Automaboulisme et Autorité
Automaboulisme et Autorité (scène comique clownesque), estrenada als Estats Units com The Clown and Automobile i al Regne Unit com The Clown and Motor Car, és una pel·lícula muda francesa de 1899 dirigida per Georges Méliès. Va ser llançat per la Star Film Company de Méliès i està numerada del 194 al 195 als seus catàlegs.
La pel·lícula es va suposar perduda fins al 2011, quan es va trobar un fragment pintat a mà de la pel·lícula de nitrat entre una col·lecció donada a la Cinémathèque Française.

## Resum
Tot i que la còpia redescoberta el 2011 només incloïa fragments de l'original, els catàlegs de pel·lícules de Méliès ofereixen un resum de la pel·lícula completa:
| « | [La pel·lícula] mostra l'interior d'un jardí al qual arriben dos pallassos en un automòbil. Després de moltes bromes de caràcter risible, que se succeeixen en ràpida successió, llencen el cambrer al pou, del qual és rescatat amb molta dificultat i en un estat molt ruïnós. Per tal d'escapar de les conseqüències d'aquest ús inapropiat, salten al seu automòbil i s'esforcen per fugir, però hi ha moltes obstruccions al seu pas. Una pel·lícula plena d'acció i de caràcter molt humorístic. | » |

## Llegat
Quan escrivia sobre la seva infància, el cineasta Jean Renoir va descriure un curtmetratge mut que va veure quan era nen l'any 1902, amb un clown anomenat "Automaboul". La pel·lícula va causar una gran impressió en Renoir, que va dir el 1938 que "donaria gairebé qualsevol cosa per tornar a veure aquell programa. Això era un autèntic cinema, molt més del que podrà ser mai l'adaptació d'una novel·la de Georges Ohnet o una obra de teatre de Victorien Sardou." L'estudiós cinematogràfic Alexander Sesonske ha suggerit que la pel·lícula que recordava Renoir era Automaboulisme et Autorité de Méliès.